# الأكاديمية العسكرية لمهندسي القوات الجوية
الأكاديمية العسكرية لمهندسي القوات الجوية "الأستاذ. ن.ج.شوكوفسكي (بالروسية: Военно-воздушная инженерная академия имени профессора Н. Е. Жуковского) هي واحدة من أقدم الكليات العسكرية في الاتحاد السوفياتي سابقًا. تأسست باقتراح من نيكولاي جيغوروفيتش شوكوفسكي عام 1919. في السنوات الخمس التالية تم تغيير الاسم إلى "أكاديمية الأسطول الجوي" (1922) و"الأكاديمية العسكرية للقوات المسلحة" (1925). بعد وفاة شوكوفسكي عام 1922 تم تسمية الأكاديمية باسمه. مكان الأكاديمية العسكرية هو موسكو.
التركيز الرئيسي يكمن في تدريب المهندسين العسكريين للقوات الجوية.
‌